# Hanne Nielsen
Johanne (Hanne) Ane Margrethe Nielsen (født Jacobsdatter den 11. september 1829 i Søllerød, død 15. juni 1903 sammesteds) var en dansk mejerist (mejerske). Hun blev født som ældste barn af gårdmand Jacob Diderichsen og hustru Ane Kirstine Andersdatter på Vejlegård i Øverød,. 29. september 1848 blev hun gift med Hans Nielsen fra Havartigården i Øverød, og sammen drev de hans fædrene gård. Her grundlagde hun den mejerivirksomhed, som kom til at danne grundlaget for hendes berømmelse, og som bl.a. affødte modtagelsen af Landhusholdningselskabets sølvbæger i 1873.
Hanne Nielsen var blandt andet kendt for Chr. IX-osten. Den senere kendte Havarti-ost, som blev sat i produktion i 1923, er opkaldt efter Havarthigården i Holte til ære for Hanne Nielsen, som var mejeripioner på stedet.